# Beilrode
Beilrode – miejscowość i gmina w Niemczech, w kraju związkowym Saksonia, w okręgu administracyjnym Lipsk, w powiecie Nordsachsen, siedziba wspólnoty administracyjnej Beilrode.
1 stycznia 2011 do gminy przylączono gminę Großtreben-Zwethau